# Habranthus sylvaticus
Habranthus sylvaticus là một loài thực vật có hoa trong họ Amaryllidaceae. Loài này được (Mart. ex Schult. & Schult.f.) Herb. mô tả khoa học đầu tiên năm 1837.